# دكستر ستريكلاند
دكستر ستريكلاند (بالإنجليزية: Dexter Strickland)‏ مواليد 1 أكتوبر 1990 في نيوآرك، هو لاعب كرة سلة أمريكي بدأ مسيرته الاحترافية في سنة 2013 يلعب في دوري كندا الوطني لكرة السلة كلاعب هجوم خلفي. يبلغ طوله 6 قدم 3 بوصة (1.9 م).

## روابط خارجية
- دكستر ستريكلاند على موقع سبورتس رفرنس (الإنجليزية)
- دكستر ستريكلاند على موقع كرة السلة الأوروبية.كوم (الإنجليزية)
- دكستر ستريكلاند على موقع كلية كرة السلة في سبورتس رفرنس.كوم (الإنجليزية)
- دكستر ستريكلاند على موقع ريلجم (الإنجليزية)
- دكستر ستريكلاند على موقع بروبوليرز (الإنجليزية)
- دكستر ستريكلاند على موقع سبورتس رفرنس (الإنجليزية)
- دكستر ستريكلاند على موقع سبورتس رفرنس (الإنجليزية)